# Ceriagrion melanurum
Ceriagrion melanurum är en trollsländeart som först beskrevs av Selys 1876.  Ceriagrion melanurum ingår i släktet Ceriagrion och familjen dammflicksländor. Inga underarter finns listade i Catalogue of Life.

## Bildgalleri

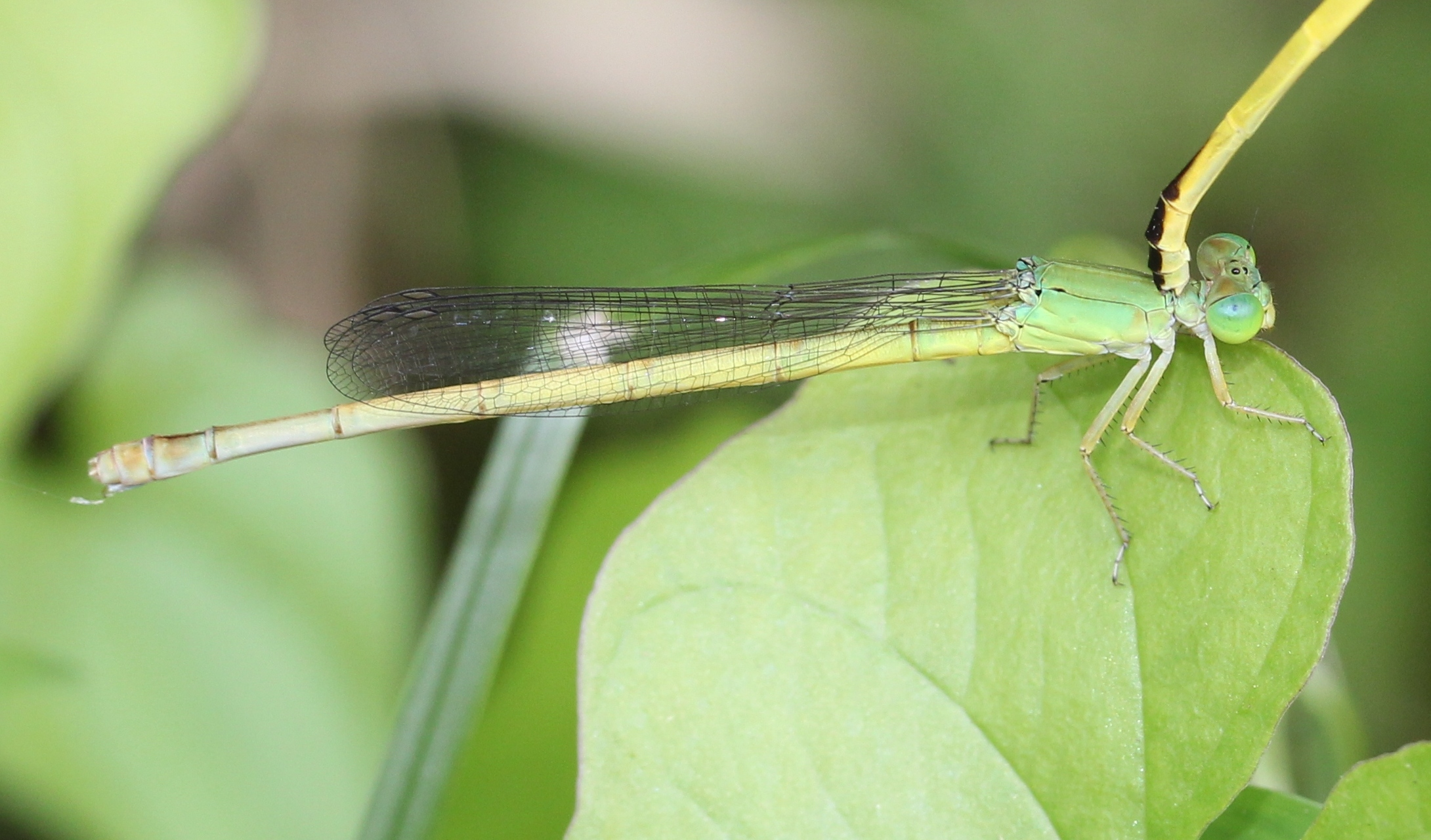
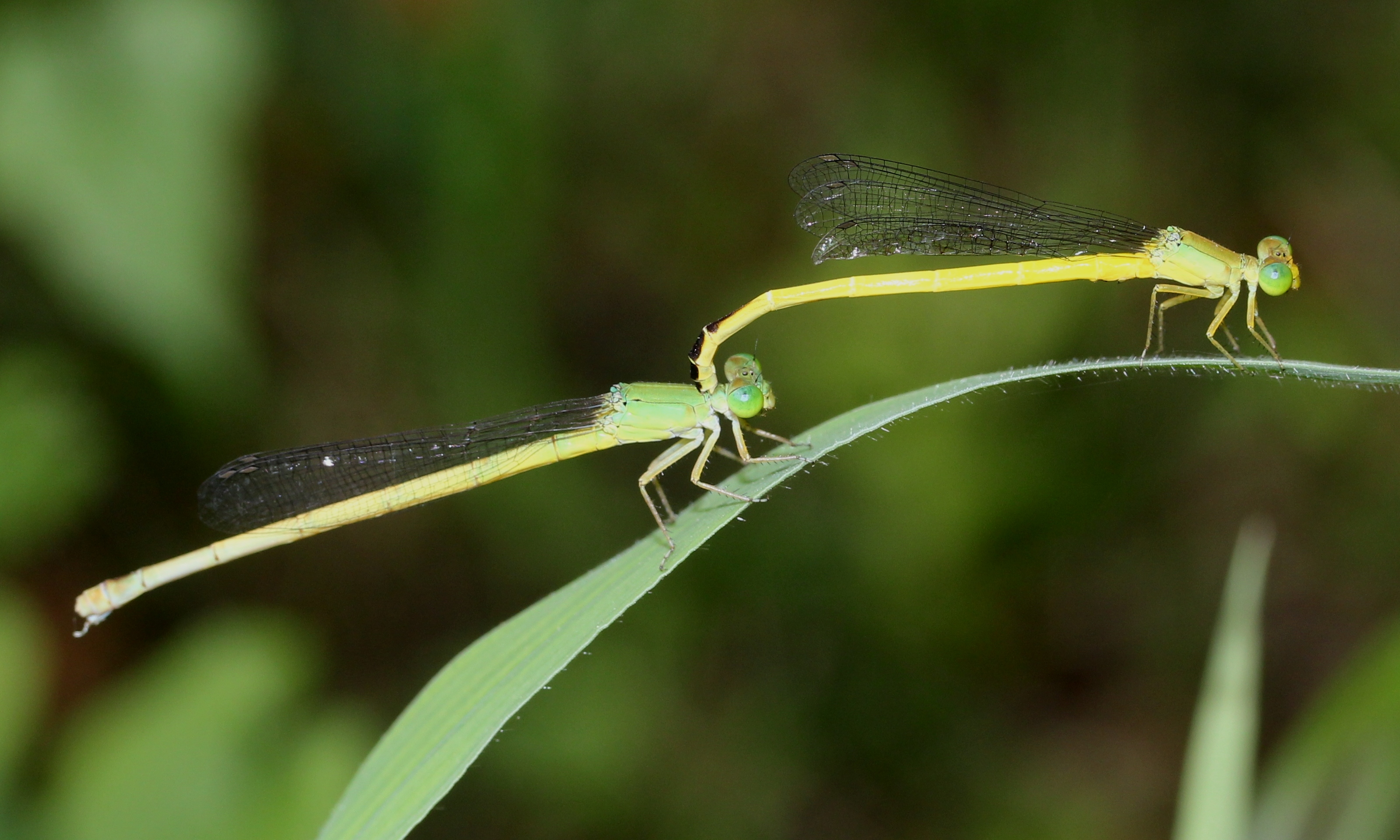